# Torneo de New Haven 2013
El New Haven Open 2013 es un torneo de tenis jugado en canchas duras al aire libre. Será la 45ª edición del Abierto de New Haven en Yale, y es parte de la Serie Premier de la WTA Tour 2013. Se llevará a cabo en el Centro de Tenis Cullman-Heyman en New Haven, Connecticut, Estados Unidos, del 16 de agosto al 24 de agosto. Será el último evento en el 2013.

## Cabezas de serie

### Individual femenino
| Tenista            | Ranking | Preclasificada |
| Sara Errani        | 6       | 1              |
| Angelique Kerber   | 8       | 2              |
| Petra Kvitová      | 9       | 3              |
| Caroline Wozniacki | 10      | 4              |
| Roberta Vinci      | 12      | 5              |
| Sloane Stephens    | 17      | 6              |
| Sabine Lisicki     | 18      | 7              |
| Dominika Cibulková | 19      | 8              |

### Dobles femenino
| Tenista                           | Ranking | Preclasificada |
| Sara Errani Roberta Vinci         | 1       | 1              |
| Andrea Hlaváčková Lucie Hradecká  | 15      | 2              |
| Anna-Lena Grönefeld Květa Peschke | 23      | 3              |
| Raquel Kops-Jones Abigail Spears  | 26      | 4              |

## Campeonas

### Individual femenino
Simona Halep venció a  Petra Kvitová por 6-2, 6-2.

### Dobles femenino
Sania Mirza /  Jie Zheng vencieron a  Anabel Medina Garrigues /  Katarina Srebotnik po0r 6-3, 6-4.